# Parker (Dacota do Sul)
Parker é uma cidade localizada no estado norte-americano de Dacota do Sul, no Condado de Turner.

## Demografia
Segundo o censo norte-americano de 2000, a sua população era de 1031 habitantes.
Em 2006, foi estimada uma população de 998, um decréscimo de 33 (-3.2%).

## Geografia
De acordo com o United States Census Bureau tem uma área de
2,4 km², dos quais 2,4 km² cobertos por terra e 0,0 km² cobertos por água. Parker localiza-se a aproximadamente 455 m acima do nível do mar.

## Localidades na vizinhança
O diagrama seguinte representa as localidades num raio de 20 km ao redor de Parker.